# Somme (departamento)
Somme (80) es un departamento francés situado en la región de Alta Francia. Su capital (o prefectura) es Amiens. Recibe su nombre del río homónimo. Sus habitantes se denominan, en francés, samariens.

## Geografía
- Límites: al norte con Paso de Calais y -brevemente- Norte, al este con Aisne, al sur con Oise y Sena Marítimo, y al oeste con el Canal de la Mancha.

## Historia
El departamento se creó en la Revolución francesa, el 4 de marzo de 1790, en aplicación de la ley del 22 de diciembre de 1789. La batalla del Somme tuvo lugar aquí en 1916.

## Demografía
| 1801    | 1831    | 1841    | 1851    | 1856    | 1861    | 1866    |
| ------- | ------- | ------- | ------- | ------- | ------- | ------- |
| 459.453 | 543.924 | 559.680 | 570.641 | 566.619 | 572.646 | 572.640 |
| 1872    | 1876    | 1881    | 1886    | 1891    | 1896    | 1901    |
| 557.015 | 556.641 | 550.837 | 548.982 | 546.495 | 543.279 | 537.848 |
| 1906    | 1911    | 1921    | 1926    | 1931    | 1936    | 1946    |
| 532.567 | 520.161 | 452.624 | 473.916 | 466.626 | 467.479 | 441.368 |
| 1954    | 1962    | 1968    | 1975    | 1982    | 1990    | 1999    |
| 464.153 | 488.225 | 512.113 | 538.462 | 544.570 | 547.825 | 555.551 |

Notas a la tabla:
- El 1 de enero de 1971 el municipio de Ytres (442 habitantes en 1968), pasó a Paso de Calais.
- El 1 de enero de 1974 el municipio de Beauvoir-Rivère (180 habitantes en 1968) pasó de a Paso de Calais, fusionándose con Wavans-sur-l’Authie para formar Beauvoir-Wavans.

Las principales ciudades del separtamento son (datos del censo de 1999):
- Amiens: 135.501 habitantes, 160.815 en la aglomeración
- Abbeville: 24.567 habitantes, 26.049 en la aglomeración